# 昼飯大塚古墳
昼飯大塚古墳（ひるいおおつかこふん）は、岐阜県大垣市昼飯町にある不破古墳群を構成する古墳の一つで、形状は前方後円墳。国の史跡に指定されている。
岐阜県では最大規模の古墳で、4世紀末（古墳時代中期初頭）頃の築造と推定される。

## 概要
| 造墓基盤 | 古墳名       | 形状       | 墳丘長  |
| -------- | ------------ | ---------- | ------- |
| 昼飯     | 花岡山古墳   | 前方後円墳 | 60m     |
| 垂井北群 | 親ヶ谷古墳   | 前方後円墳 | 85m以上 |
| 矢道     | 矢道長塚古墳 | 前方後円墳 | 90m     |
| 青墓     | 粉糠山古墳   | 前方後方墳 | 100m    |
| 昼飯     | 昼飯大塚古墳 | 前方後円墳 | 150m    |
| 青墓     | 遊塚古墳     | 前方後円墳 | 80m     |

岐阜県西部、大垣市街地から北方の低位段丘（牧野台地）西縁に築造された大型前方後円墳である。一帯は本古墳含む盟主的首長墓クラスの大型古墳が集中する地域で、不破古墳群として認知される。発掘調査以前に墳丘の一部や周濠部は宅地造成等による削平を受けているほか、墳丘上は竹藪で覆われていた。これまでには、1879年-1880年（明治12-13年）頃に盗掘に遭ったのち、1979年度（昭和54年度）に第1次発掘調査、1994年-1999年度（平成6-11年度）に第2-7次発掘調査、2004年-2006年度（平成16-18年度）に第8-10次発掘調査が実施されている。
墳形は前方後円形で、前方部を南西方に向ける。墳丘は3段築成。
墳丘長は約150メートルを測り、岐阜県で最大規模になる。墳丘外表では各段テラス部に円筒埴輪列が、斜面に葺石が、墳頂部などに形象埴輪（家形・靫形・盾形・蓋形・甲冑形埴輪）が認められている。墳丘周囲には鍵穴形（左右非対称の前方後円形）の周濠が巡らされており、周濠を含めた古墳全長は約180メートルにおよぶ。埋葬施設は、竪穴式石室・粘土槨・木棺直葬の3基で、いずれも後円部において同一墓壙内に構築される。大型古墳で同一墓壙内に異なる3基の埋葬施設が構築されるのは珍しい様相になる。竪穴式石室は盗掘に遭っているが他2基は未盗掘で、3基とも内部調査は実施されていないものの、周囲調査では多数の副葬品や供献儀礼品（玉類・土器など）が検出されている。
この昼飯大塚古墳は、古墳時代中期初頭の4世紀末頃の築造と推定される。一帯は揖斐川西岸の平野部であるとともに関ヶ原から濃尾平野に出る要地であり、本古墳はこの地域に営造された不破古墳群の盟主墳の1つに位置づけられるが、当地では各盟主墳は異なる造墓基盤勢力によって築造されている。それら盟主墳の中でも本古墳は最大級となり、その規模や内容は畿内の大王墓に準じるものであることから、当時の不破地域ひいては東海地方とヤマト王権との関わりを考察するうえで重要視される古墳になる。
古墳域は2000年（平成12年）に国の史跡に指定された。現在は史跡整備工事の上で昼飯大塚古墳歴史公園として公開されている。

## 遺跡歴
- 1879年-1880年（明治12-13年）頃、盗掘（遺物の一部は東京国立博物館所蔵）[5]。
- 昭和初期、在野郷土史家による踏査（最初の調査記録）[4]。
- 戦後、森浩一による踏査[4]。
- 1956年（昭和31年）、旧赤坂町指定史跡（のち大垣市指定史跡）に指定[12]。
- 1979年度（昭和54年度）、測量調査・第1次発掘調査（名古屋大学考古学研究室）[4][15][6]。
- 1993年度（平成5年度）、測量調査[6]。
- 1994年-1999年度（平成6-11年度）、第2-7次発掘調査（大垣市教育委員会、2003年に報告書刊行）[6]。
- 1998年（平成10年）12月、岐阜県指定史跡に指定[16][12]。
- 2000年（平成12年）9月6日、国の史跡に指定[12]。
- 2004年-2006年度（平成16-18年度）、第8-10次発掘調査（大垣市教育委員会、2009年に報告書刊行）[6]。
- 2009年-2012年度（平成21-24年度）、史跡整備工事（2013年に報告書刊行）[8]。
- 2013年（平成25年）4月6日、昼飯大塚古墳歴史公園の開園[17]。
- 2014年（平成26年）3月18日、史跡範囲の追加指定（前方部北側の周濠部）[12][14]。
- 2023年（令和5年）9月28日、史跡範囲の追加指定。

## 墳丘
墳丘の規模は次の通り。
|               | 全体   | 後円部 | 後円部 | 前方部 | 前方部 |
| 長さ          | 直径   | 高さ   | 長さ   | 高さ   |        |
| ------------- | ------ | ------ | ------ | ------ | ------ |
| 3段目（上段） |        | 55m    | 6.8m   |        | 3.9m   |
| 2段目（中段） |        | 77m    | 3.8m   |        | 3.4m   |
| 1段目（下段） | 約150m | 96m    | 2.2m   | 62m    | 2.2m   |
| 全体          | 約150m | 96m    | 13m    | 62m    | 9.5m   |

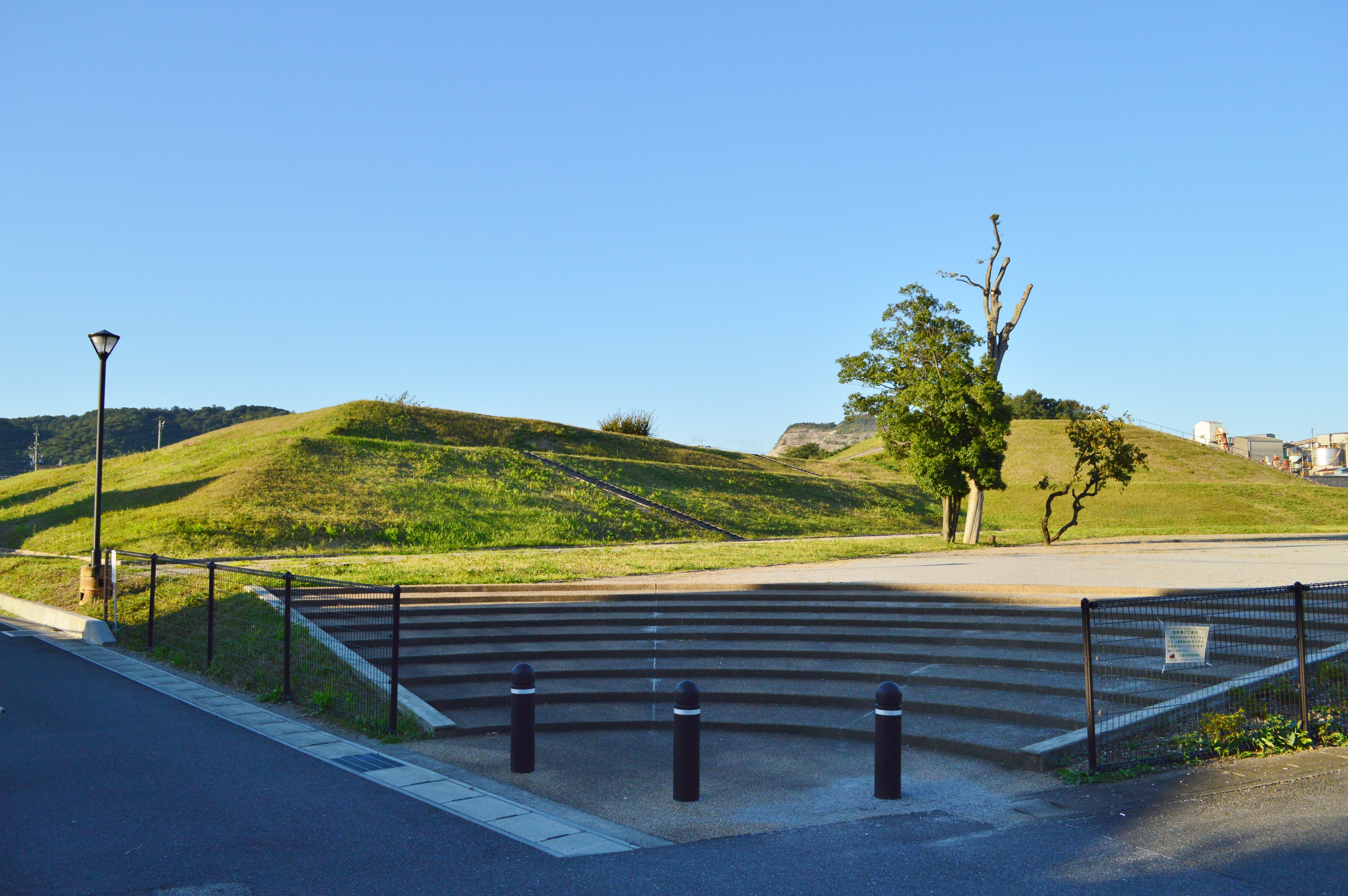
墳丘全景左に前方部、右奥に後円部。

墳丘企画は後円部に比して前方部が短い形状で、類例として青塚古墳（愛知県犬山市）・正法寺古墳（愛知県西尾市）・宝塚1号墳（三重県松阪市）との関連が指摘される。
墳丘の各段のテラスには円筒埴輪列が巡らされ、斜面には葺石が施されている。後円部頂・スロープ部の埴輪列については詳細な調査が実施されており、後円部頂では直径20メートルの円周上に計約150本の埴輪が樹立したとされる。また葺石に用いられた川原石については、付近の大谷川産と推測されている。
墳丘周囲に巡らされた周濠は深さ2メートルまで掘り下げた深いもので、一帯の古墳としては初となる本格的な周濠とされる。周濠の基底幅は、前方部北前端で11メートル、後円部で9-14メートル、くびれ部で23メートル。この周濠部では、地中探査により陸橋（渡り土手）や島状遺構の存在も推測されるが、いずれも発掘調査が実施されておらず詳らかでない。
現在では後円部の一部で築造当時の様子が再現されている。

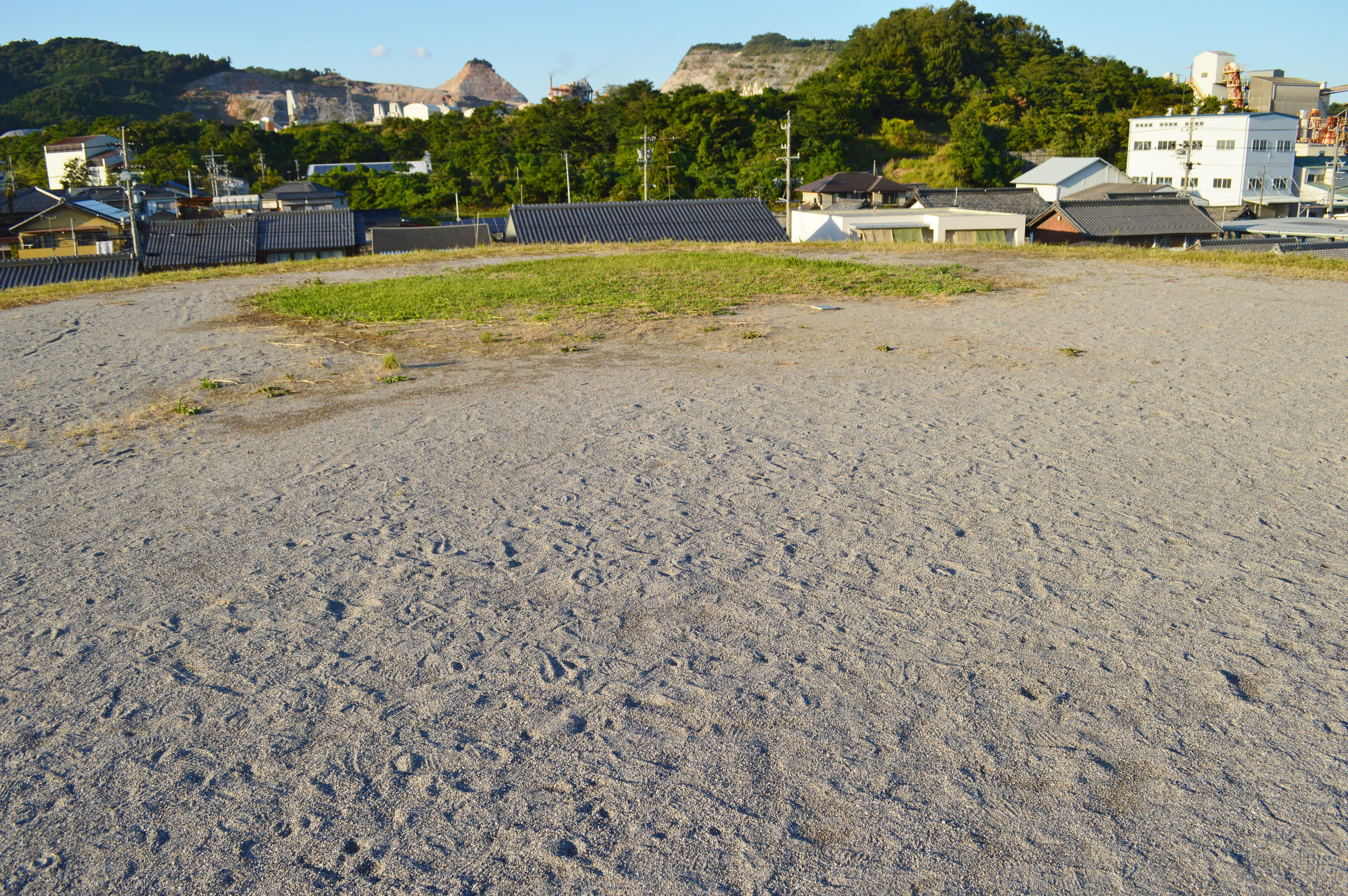
後円部墳頂
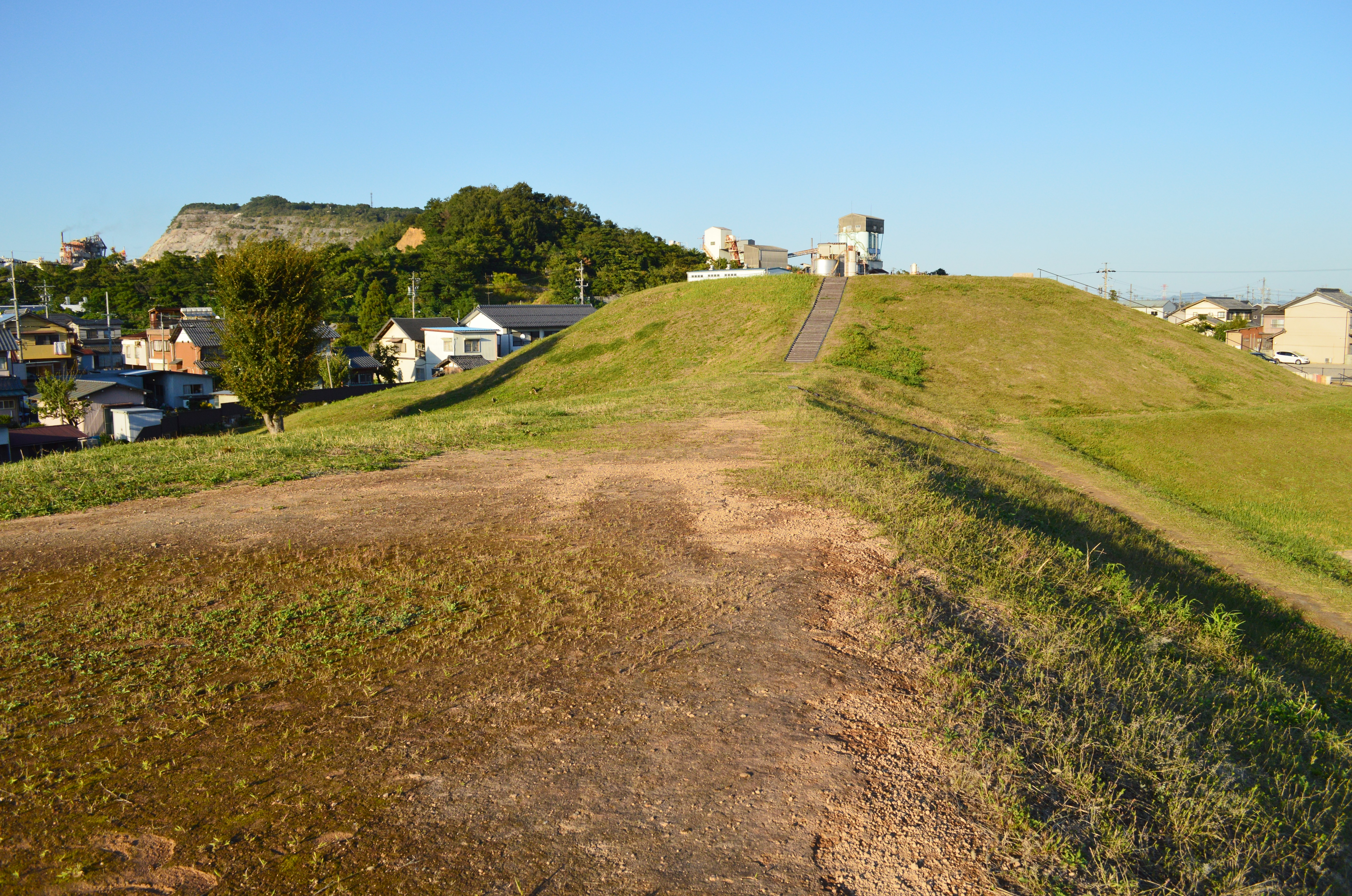
後円部（前方部から望む）
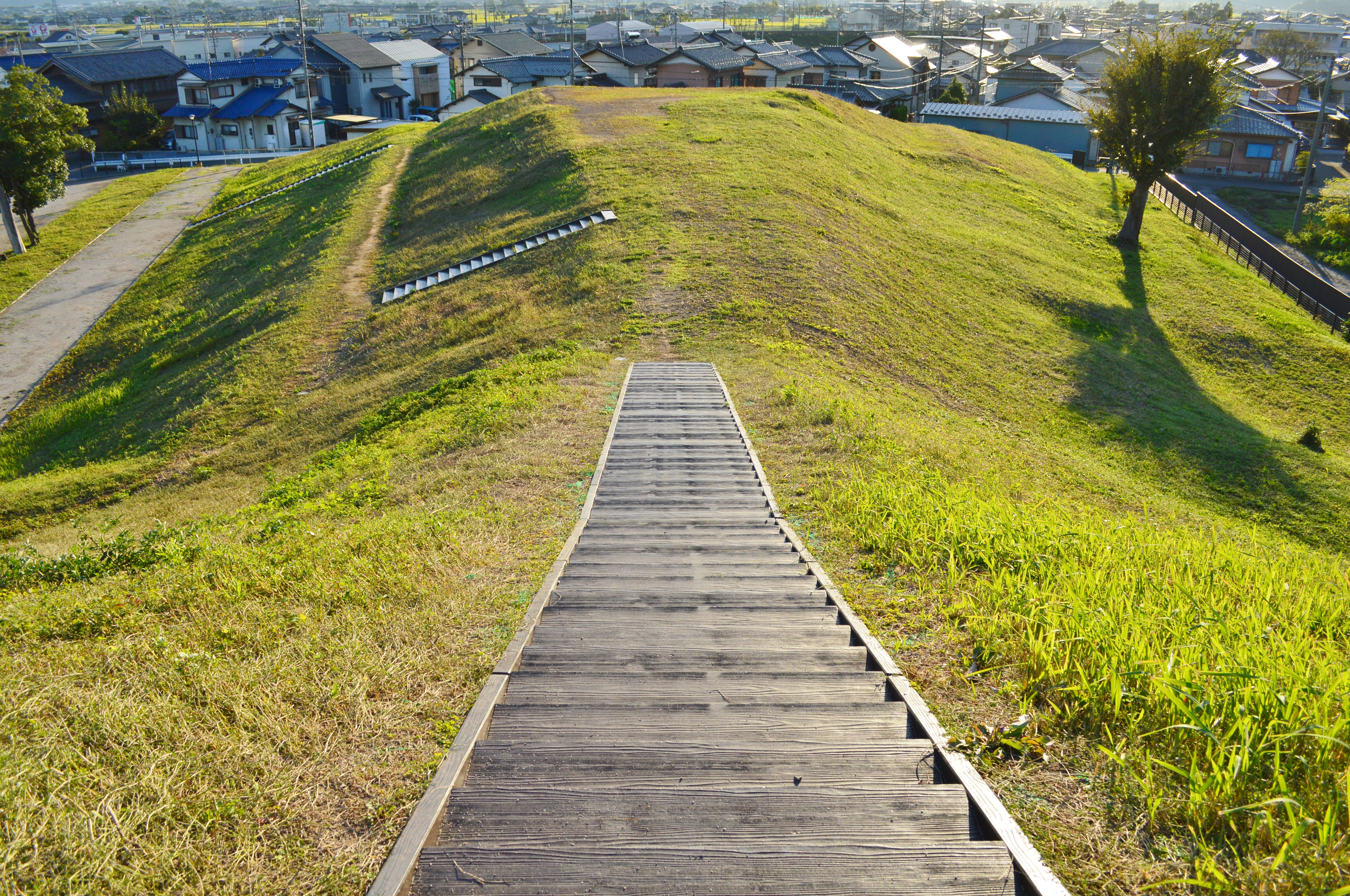
前方部（後円部から望む）

## 埋葬施設
埋葬施設は、後円部墳頂において同一墓壙内に竪穴式石室1基・粘土槨1基・木棺直葬1基の計3基の構築が認められている。3基はそれぞれ次の通り。
竪穴式石室（北棺）
墓壙内北寄りに位置する。明治期に盗掘に遭ったことが知られるが、盗掘坑内の13世紀前半頃の土師器片の出土によって明治以前からの盗掘が認められており、昭和初期までは開口していたという。主軸は墳丘主軸と平行する北東-南西方向とする。観察によれば、内法は長さ約4.5メートル、東小口幅1.2メートル、西小口幅0.8メートルを測る。石室壁面には赤色顔料が塗布される。東小口側が広いことから頭位は東とされる。施設内部の詳細は未調査。
粘土槨（南棺）
墓壙内南東寄りに位置する。発掘調査の際に発見され、施設内は未調査のまま保存されている。北棺と同様に主軸は墳丘主軸と平行する北東-南西方向とする。長さは約8メートルを測る。竪穴式石室と同様に頭位は東と推測される。
木棺直葬（西棺）
墓壙内南西寄りに位置する。発掘調査の際に発見され、施設内は未調査のまま保存されている。北棺・南棺とは異なり主軸は墳丘主軸と直交する北西-南東方向とする。棺外の副葬品として刀剣類など多数の鉄製品群が出土しており、武人的性格が示唆される。
前述のように3基は同一墓壙内に位置するが、墓壙は計画的に配置されていることから、3基とも計画された上での埋葬とされる。3基のうち竪穴式石室・粘土槨はほぼ同時期の埋葬と推定される一方、これら2基を粘土で覆った上に第3の木棺が置かれるため、第3の木棺は若干下る時期と推定されるが、墓壙自体は3基が揃って初めて埋められている。大型前方後円墳に3人の被葬者が埋葬され、それぞれ異なる埋葬施設を採用するという例は珍しく、その背景は詳らかでない。
以上のほか、発掘調査では南側くびれ部付近で埴輪棺3基も検出されている。これらに用いられた埴輪は昼飯大塚古墳のものとされる。

## 出土品
明治期の盗掘で出土した遺物のうち伝世品は次の通り。現在これらは東京国立博物館で保管されている。
- 碧玉製管玉 21
- 玻璃製管玉 1
- 玻璃製小玉 20
- 滑石製算盤玉 5
- 滑石製臼玉
- 滑石製勾玉 35
- 滑石製棗玉 13

また近年の発掘調査で出土した遺物は次の通り。現在これらは大垣市歴史民俗資料館で保管されている。
| 竪穴式石室（北棺）出土 （盗掘坑埋土・石室内流土） | 粘土槨（南棺）出土 | 木棺直葬（西棺）出土 （棺外）                                                  |
| --- | ------------------ | ------------------------------------------------------------------------------ |
| 管玉 43 ガラス玉 324 勾玉 187 算盤玉 70 棗玉 153 臼玉 3453 石釧（緑色凝灰岩） 1 石釧（滑石） 3 刀子形石製品 11 斧形石製品 5 坩形石製品 1 鉄柄付刀子 1 鉇 2 針状鉄製品 37 鉄剣 1 不明鉄製品 5 | なし               | 鎌形石製品 1 刀 15 剣 5 柄付縦斧 1 柄付横斧 1 有袋斧 4 刀子 12 蕨手刀子 5 鎌 1 |

以上のほか、前述のように墳丘上では円筒埴輪が検出されている。また形象埴輪として家形埴輪・靫形埴輪・盾形埴輪・蓋形埴輪・甲冑形埴輪が検出されており、特に後円部墳頂では家形埴輪7個体分・蓋形埴輪6個体分が認められている。後円部墳頂では多数の滑石製玉類や土師器・笊形土器・食物形土製品が集中して検出されているが、これらは後円部墳頂での古墳祭祀儀礼を示すものとされ、墳丘くびれ部の造出での祭祀儀礼へと移行する前の様相とされる。

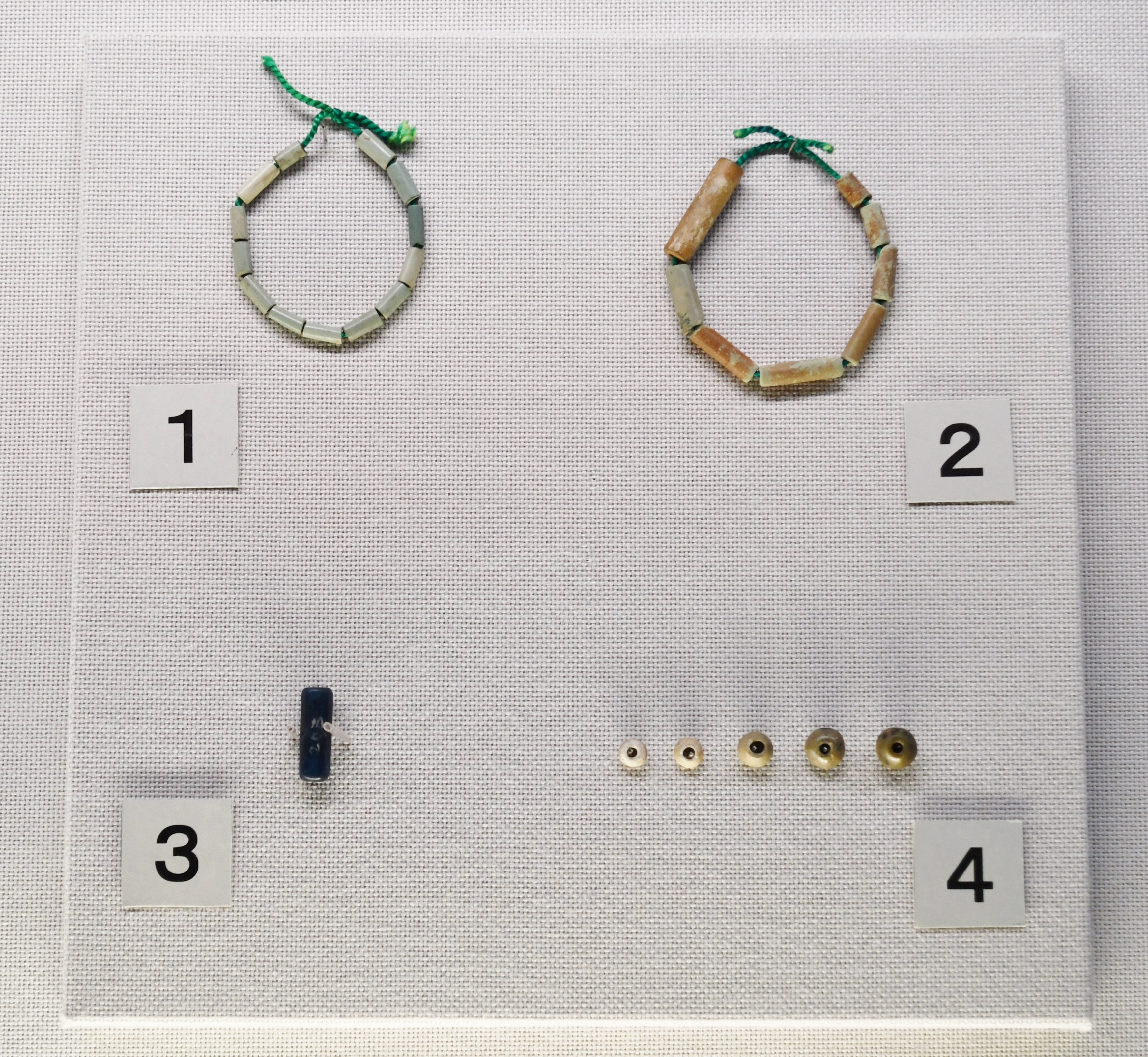
出土品 東京国立博物館展示。
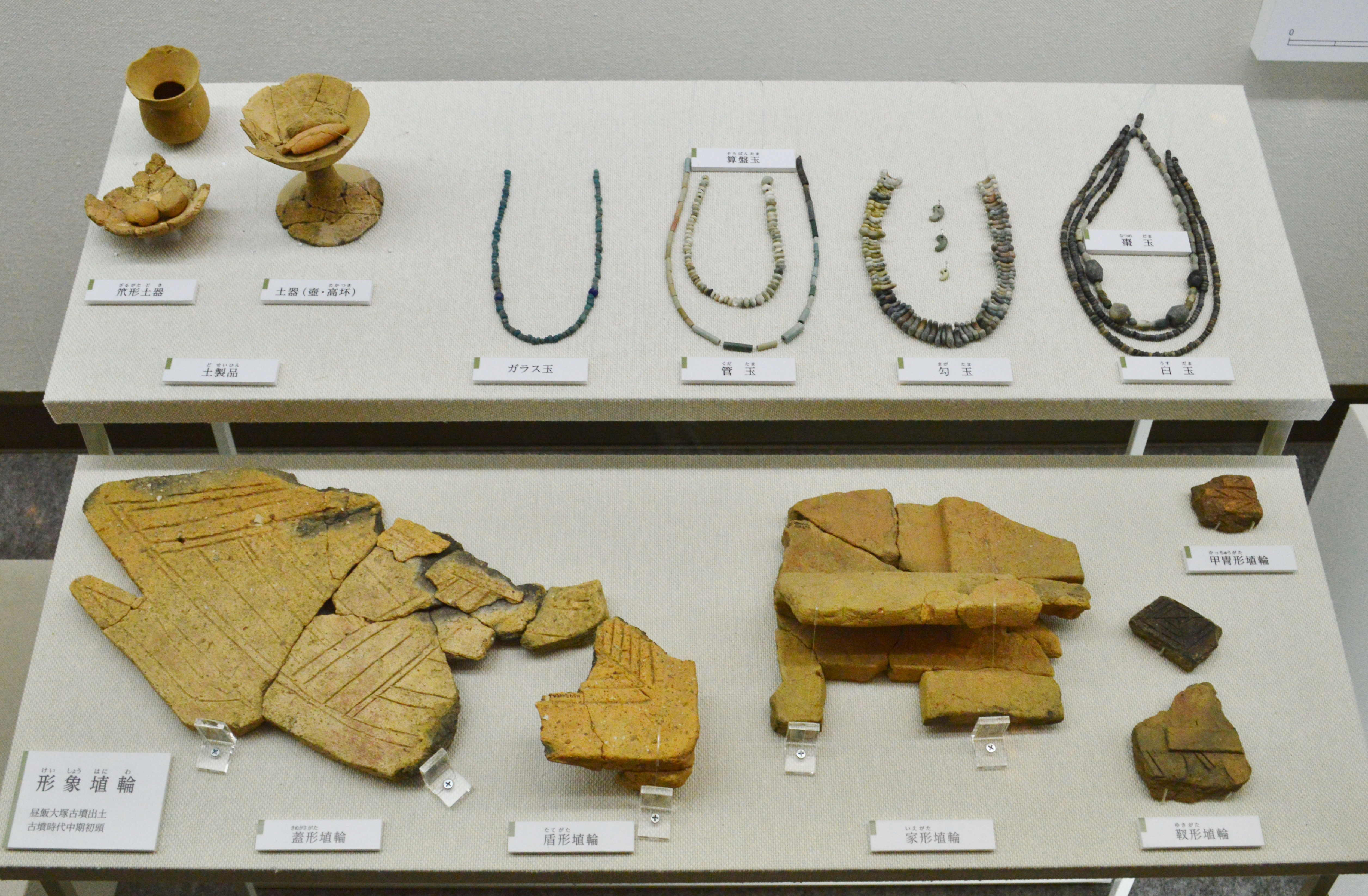
出土品 大垣市歴史民俗資料館展示。
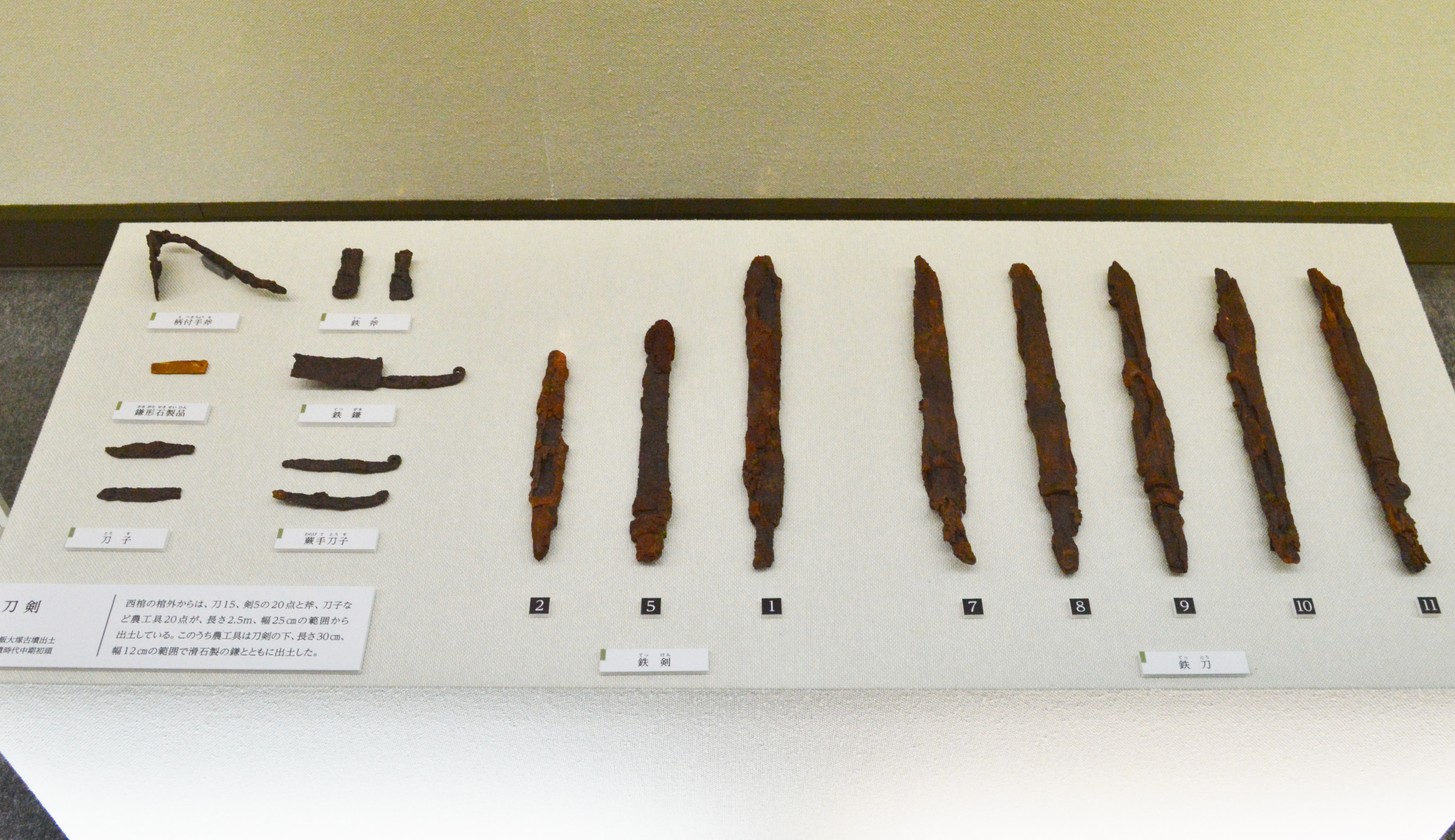
出土品 大垣市歴史民俗資料館展示。
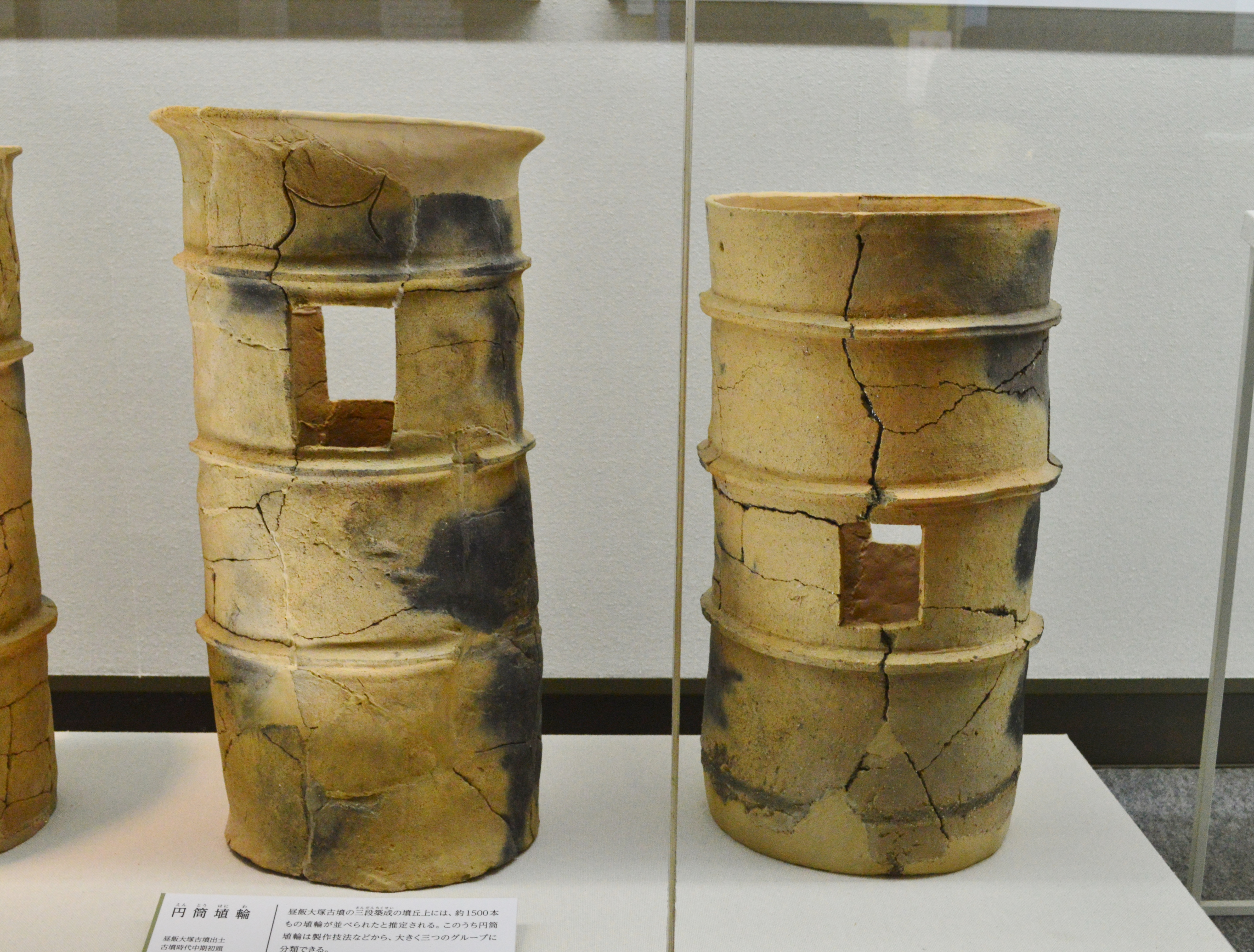
出土円筒埴輪 大垣市歴史民俗資料館展示。

## 文化財

### 国の史跡
- 昼飯大塚古墳
2000年（平成12年）9月6日指定（指定範囲面積は12,641.71平方メートル）。
2014年（平成26年）3月18日、史跡範囲の追加指定（追加指定範囲面積は1,440平方メートル、合計14,081.71平方メートル）[12][14]。
2023年（令和5年）9月28日、史跡範囲の追加指定[18]。

## 考証
歴史学者の荊木美行は、景行天皇の皇子で日本武尊の兄とされる大碓命もしくはその伝承のモデルとなった王族がヤマト王権の美濃平定に重要な役割を果たしたとする立場から、大碓命もしくは仮に彼が実在しなかったとしてもその伝承のモデルとなった王族が被葬者であった可能性が高いと推測している。

## 現地情報
所在地
- 岐阜県大垣市昼飯町字大塚

交通アクセス
- 鉄道：東海旅客鉄道（JR東海）東海道本線支線（美濃赤坂支線） 美濃赤坂駅 （徒歩約25分）[20]
- バス：大垣駅（東海旅客鉄道（JR東海）・樽見鉄道・養老鉄道）から、名阪近鉄バスで「赤坂総合センター」下車 （下車後徒歩約3分）[13][20]

関連施設
- 大垣市歴史民俗資料館（大垣市青野町八反田） - 昼飯大塚古墳出土品を保管・展示[11]。
- 岐阜大学旧早野邸セミナーハウス（大垣市昼飯町） - 昼飯大塚古墳そばに所在。昼飯大塚古墳出土品の一部を保管・展示[11]。
- 東京国立博物館（東京都台東区） - 昼飯大塚古墳の明治期盗掘品を保管。

周辺
- 粉糠山古墳（大垣市青墓町） - 大垣市指定史跡。東海地方最大の前方後方墳で、築造時期は昼飯大塚古墳と近接。
- 大塚古墳群（大垣市昼飯町） - 昼飯大塚古墳の東部にある古墳群。5基が確認されているか方墳の1号墳と円墳の2号墳の2基のみ現存。

## 関連文献
（記事執筆に使用していない関連文献）
- 地方自治体発行
  - 『史跡 昼飯大塚古墳（大垣市埋蔵文化財調査報告書 第12集）』大垣市教育委員会、2003年。
  - 『史跡 昼飯大塚古墳II -保存整備のための調査報告書-』大垣市教育委員会、2009年。
  - 『史跡 昼飯大塚古墳III -保存整備事業報告書-』大垣市教育委員会、2013年。
- その他
  - 三村衛, 吉村貢, 寺尾庸孝, 豊田富士人, 中井正幸「史跡 昼飯大塚古墳墳丘の復元と整備に関する地盤工学的検討」『地盤工学ジャーナル』第6巻第2号、公益社団法人地盤工学会、2011年7月、141-155頁、doi:10.3208/jgs.6.141。